# Plutomurus carpaticus
Plutomurus carpaticus is een springstaartensoort uit de familie van de Tomoceridae. De wetenschappelijke naam van de soort is voor het eerst geldig gepubliceerd in 1978 door Rusek & Weiner.